# Alba Moreno
Alba Moreno (Alcalá de Guadaíra, 12 de abril de 2003) es una celebridad de Internet y divulgadora de ciencia en redes sociales española.

## Biografía
Alba Moreno nació en la localidad sevillana de Alcalá de Guadaíra en 2002. Desde 2020 estudia Física por la Universidad Nacional de Educación a Distancia (UNED). Antes había estudiado la misma carrera en la Universidad de Córdoba, sin culminarla. También se dedica a dar clases particulares sobre ciencia.
En julio de 2021 comenzó a realizar vídeos divulgativos sobre física en TikTok, particularmente sobre el universo y las estrellas, utilizando un lenguaje sencillo para explicar conceptos como la termodinámica y la física cuántica. A inicios de 2024, acumuló casi 1 millón de seguidores en Instagram, y medio millón en su cuenta de TikTok, con alrededor de 8 millones de visitas, lo que la ha convertido en una de las figuras destacadas de la divulgación científica en España.
En 2024, el Colegio Oficial de Físicos de España destacó su actividad especialmente en plataformas como Instagram y TikTok como una de las personalidades más influyentes a nivel mundial en la divulgación científica en redes sociales. Se resaltó su capacidad para democratizar el conocimiento científico y llegar a un público amplio, incluyendo a las nuevas generaciones a la vez que desafía las expectativas convencionales sobre la apariencia y la profesionalidad en el ámbito científico.

### Estilo e influencias
Moreno comparte su pasión por la física a través de videos en plataformas como TikTok, donde aborda temas científicos de manera accesible y relacionándolos con la cotidianidad. En sus publicaciones aparece con una estética denominada raxet.
En sus contenidos, Alba explora diversos temas, desde la interacción gravitatoria en las uñas de gel hasta la explicación de procesos químicos y físicos detrás de fenómenos como los rayos UV que solidifican el pegamento de brillos dentales. Su enfoque se centra en acercar la ciencia a la vida diaria, haciendo que conceptos complejos sean comprensibles para un público más amplio.
Sus referentes en el mundo de la física son las científicas Jocelyn Bell, Vera Rubin y Rosalind Franklin.
A pesar de las dificultades y las actitudes discriminatorias, ha encontrado en las redes sociales un espacio para compartir sus conocimientos y motivar a otras personas, especialmente a las niñas, a seguir sus pasiones y perseguir carreras en ciencia, sin importar los estereotipos de género.

## Participaciones
Por su éxito en redes sociales, ha dado charlas y conferencias en las facultades de Física de la Universidad de Sevilla y de la Universidad Complutense de Madrid, así como en el salón de Grados de la Universidad Europea Miguel de Cervantes.También ha realizado colaboraciones con marcas, como la invitación que le hizo la empresa española PLD Space para presenciar el primer lanzamiento del cohete Miura I.
En marzo de 2022 fue parte de un panel sobre la discriminación por los acentos en el programa Gen playz conducido y moderado por Inés Hernand.
En octubre de 2023 fue entrevistada por Thais Villas en la sección Ok, Boomer del programa El intermedio de La Sexta.
En febrero de 2024, con motivo del Día Internacional de la Mujer y la Niña en la Ciencia, realizó una colaboración con Vogue España, y publicó tres videos donde combinaba divulgación científica con moda. En marzo de ese mismo año fue entrevistada por David Broncano en el programa La resistencia de Movistar+; en dicha ocasión, Moreno regaló a Broncano un meteorito de 4.500 millones de años que cayó en África en el año 2000. Ese mismo mes, participó en el programa 8M: Las mujeres facturan de Playz, conducido por Henar Álvarez que se emitió en conmemoración del Día de la Mujer 2024.

## Filmografía

### Televisión
- Gen playz (2022)
- El intermedio (2023)
- La resistencia (2024)
- 8M: Las mujeres facturan (2024)
- Caiga quien caiga (2025)